# تشل راكي (تشيلو)
تشل راكي (بالفارسية: چال راکی) هي منطقة سكنية تقع في إيران في قسم تشيلو الريفي.